# Crkva sv. Stjepana u Prgometu
Crkva sv. Stjepana s grobljem nalazi se u Prgometu u zaleđu Trogira.

## Opis
Crkva je jednobrodna građevina s izduženim prezbiterijem i polukružnom apsidom građena u tradiciji kasnobaroknih crkava Zagore. Pročelje je jednostavno, kameno, sa središnjim ulazom flankiranim četvrtastim prozorima i trodijelnom preslicom za tri zvona na vrhu zabata. U osi ulaza je rozeta, poviše nje uzidan križ, a na vrhu kružni prozor s cvjetnim uzorkom.
Nad bočnim prozorima ugrađena je starija profilacija s polukružnim jastukom. Nad vratima je natpisna ploča s tekstom o gradnji crkve:
Na južnom pročelju je još jedan ulaz, te ulaz u svetište.
Na groblju oko crkve je sačuvano nekoliko ukrašenih stećaka i križeva što ukazuje na kasnosrednjovjekovnu nekropolu koja se zasigurno prostirala oko gotičke crkve.

## Interijer
U interijeru je na zapadu betonsko pjevalištena masivnim stupovima. U Tri niše na glavnom oltaru su kipovi sv. Stjepana, sv. Mihovila i sv. Blaža (tirolski). Iza kipa sv. Stjepana je oltarna pala sa slikama "Kamenovanje sv. Stjepana" i "Bogorodica s Djetetom" s apliciranim zavjetnim krunama iz 18. stoljeća. Na oltaru je drveno svetohranište u rokoko maniri. Na bočnom sjevernom oltaru je kip Bezgrešnog začeća BDM, a na južnom drveno raspelo. Od preostalog inventara vrijedi istaknuto još dvije grafike postavljene uz trijumfalni luk: Srce Marijino i Srce Isusovo te slika Bogorodice s Djetetom nekog lokalnog autora. Od obrednih predmeta sačuvan je srebrni kalež iz 16. ili početka 17. stoljeća s čvorom ukrašenim glavicama anđela.

## Povijest
Crkva je bila je izgrađena daleko prije 19. stoljeća, ali je bila zapuštena, pa je Pavao Andreis u 17. stoljeću opisuje kao "otrcanu uspomenu". Polovicom 18. stoljećaje bila proširena, ali loše, što je u vizitaciji 1756. zabilježio trogirski biskup Didak Manola. Crkva tada nije imala zvonik nego je zvono visjelo pred vratima na gredama. Imala je srebrni kalež, kožnati antependij i šćavet.
Sadašnja crkva je podignuta 1863., kako je uklesano na natpisu.

## Zaštita
Pod oznakom Z-2901 zavedena je kao nepokretno kulturno dobro - pojedinačno, pravna statusa zaštićena kulturnog dobra, klasificirano kao "sakralna graditeljska baština".